# Liste der Kulturdenkmale in Theißen
Die Liste der Kulturdenkmale in Theißen bei Zeitz enthält die Kulturdenkmale des Landesamtes für Denkmalpflege und Archäologie in Sachsen-Anhalt im Zeitzer Ortsteil Theißen und ist eine Teilliste der Liste der Kulturdenkmale in Zeitz. Grundlage ist das Denkmalverzeichnis des Landes Sachsen-Anhalt, das auf Basis des Denkmalschutzgesetzes des Landes Sachsen-Anhalt, welches am 21. Oktober 1991 durch das Landesamt erstellt und seither laufend ergänzt wurde (Stand: 31. Dezember 2021).

## Theißen
| Lage                            | Bezeichnung             | Beschreibung | Erfassungs- nummer | Ausweisungsart | Bild                    |
| ------------------------------- | ----------------------- | --- | ------------------ | -------------- | ----------------------- |
| B 91 (Karte)                    | Bergbaugebäude          | ehemaliges Zechenhaus der Grube Louise an der alten Straßenführung B91 | 094 86671          | Baudenkmal     | BW                      |
| B 91 (Karte)                    | Distanzstein 817        | Preußischer Halbmeilenstein, große Glocke – an der alten Straßenführung B91, 600 m nordwestlich des Ortsausgangs nach Deuben, nordöstlich der Straße                            | 094 66133          | Baudenkmal     | Weitere Bilder          |
| B 91 (Karte)                    | Distanzstein 818        | Preußischer Ganzmeilenstein, Obelisk – an der B91, 500 m vom nordwestlichen Ortseingang von Zeitz, südwestlich der Straße                                                       | 094 66134          | Baudenkmal     | Weitere Bilder          |
| B91, Zeitzer Straße (Karte)     | Distanzstein            | preußischer Viertelmeilenstein, kleine Glocke, 2017 als Denkmal ausgewiesen, 30 Meter nördlich des Kreisverkehrs Theißen, östliche Straßenseite                                 | 094 66226          | Kleindenkmal   | Weitere Bilder          |
| Bergstraße 3 (Karte)            | Wohnhaus                | | 094 86347          | Baudenkmal     | BW                      |
| Bergstraße 5 (Karte)            | Wohnhaus                | | 094 86348          | Baudenkmal     | BW                      |
| Bergstraße 13 (Karte)           | Toranlage               | | 094 86349          | Baudenkmal     | BW                      |
| Betty-Kormann-Straße 10 (Karte) | Wohnhaus                | | 094 86328          | Baudenkmal     | BW                      |
| Betty-Kormann-Straße 12 (Karte) | Wohnhaus                | | 094 86329          | Baudenkmal     | BW                      |
| Fabrikstraße 1 (Karte)          | Wohn- und Geschäftshaus | | 094 86333          | Baudenkmal     | Wohn- und Geschäftshaus |
| Fabrikstraße 13 (Karte)         | Wohnhaus                | | 094 86334          | Baudenkmal     | BW                      |
| Friedenstraße/Birkenweg (Karte) | Kapelle                 | Friedhofskapelle auf alten Friedhof | 094 86337          | Baudenkmal     | BW                      |
| Hauptstraße 4a (Karte)          | Wohnhaus                | | 094 86335          | Baudenkmal     | BW                      |
| Hauptstraße 6 (Karte)           | Bauernhof               | | 094 86336          | Baudenkmal     | BW                      |
| Hauptstraße 7 (Karte)           | Wohnhaus                | | 094 86338          | Baudenkmal     | BW                      |
| Hauptstraße 9 (Karte)           | Wohnhaus                | | 094 86339          | Baudenkmal     | BW                      |
| Nordstraße 2, 4 (Karte)         | Häuserblock             | | 094 86340          | Baudenkmal     | BW                      |
| Nordstraße 8, 10 (Karte)        | Häuserblock             | | 094 86341          | Baudenkmal     | BW                      |
| Reußener Straße 26 (Karte)      | Gutshaus                | | 094 86351          | Baudenkmal     | BW                      |
| Schulstraße 5 (Karte)           | Kirche                  | auf Friedhofsgelände Reußener Straße, mit mittelalterlicher sog. Bienenkorb-Glocke aus dem 11. Jahrhundert                                                                      | 094 86342          | Baudenkmal     | Kirche                  |
| Schulstraße 5 (Karte)           | Pfarrhof                | | 094 86343          | Baudenkmal     | BW                      |
| Weißenfelser Straße 2 (Karte)   | Gaststätte              | Ehemaliger Gasthof „Blauer Stern“, jetzt DRK-Rettungswache. Im ehemaligen Saalbau, der sich rechts neben dem Haus befand, wurde bis 1990 das Kino „Stern-Lichspiele“ betrieben. | 094 86344          | Baudenkmal     | Gaststätte              |
| Weißenfelser Straße 6 (Karte)   | Villa                   | | 094 86345          | Baudenkmal     | Villa                   |
| Westecke 1 (Karte)              | Wohnhaus                | | 094 86352          | Baudenkmal     | BW                      |
| Zeitzer Straße 12 (Karte)       | Villa                   | | 094 86346          | Baudenkmal     | BW                      |

## Ehemalige Kulturdenkmale
Die nachfolgenden Objekte waren ursprünglich ebenfalls denkmalgeschützt oder wurden in der Literatur als Kulturdenkmale geführt. Die Denkmale bestehen heute jedoch nicht mehr, ihre Unterschutzstellung wurde aufgehoben oder sie werden nicht mehr als Denkmale betrachtet.
| Lage                                                                       | Bezeichnung        | Beschreibung | Erfassungs- nummer | Ausweisungsart | Bild |
| -------------------------------------------------------------------------- | ------------------ | --- | ------------------ | -------------- | ---- |
| Bergstraße (Karte)                                                         | Straße             | | 094 86644          |                | BW   |
| Birkenweg 37, 39, 41, Heinrich-Heine-Straße 1, 2, 3, 4, 5, 6, 7, 8 (Karte) | Siedlung           | Siedlung Im Jahr 2021 unter Angabe der Kategorie Verfall, Abbruch aus bauordnungsrechtlichen Gründen, ungenehmigte Veränderungen aus dem Denkmalverzeichnis gestrichen. | 094 86330          | Baudenkmal     | BW   |
| Bornstraße 4 (Karte)                                                       | Wohnhaus           | | 094 86331          |                | BW   |
| Bornstraße 9 (Karte)                                                       | Wirtschaftsgebäude | | 094 86332          |                | BW   |
| Reußener Straße 24 (Karte)                                                 | Bauernhof          | | 094 86350          | Baudenkmal     | BW   |

## Legende
In den Spalten befinden sich folgende Informationen:
- Lage: Nennt den Straßennamen und wenn vorhanden die Hausnummer des Kulturdenkmals. Die Grundsortierung der Liste erfolgt nach dieser Adresse. Der Link „Karte“ führt zu verschiedenen Kartendarstellungen und nennt die geographischen Koordinaten.
Link zu einem Kartenansichtstool, um Koordinaten zu setzen. In der Kartenansicht sind Baudenkmale ohne Koordinaten mit einem roten bzw. orangen Marker dargestellt und können in der Karte gesetzt werden. Baudenkmale ohne Bild sind mit einem blauen bzw. roten Marker gekennzeichnet, Baudenkmale mit Bild mit einem grünen bzw. orangen Marker.
- Offizielle Bezeichnung: Nennt den Namen, die Bezeichnung oder zumindest die Art des Kulturdenkmals und verlinkt, soweit vorhanden, auf den Artikel zum Objekt.
- Beschreibung: Nennt bauliche und geschichtliche Einzelheiten des Kulturdenkmals, vorzugsweise die Denkmaleigenschaften.
- Erfassungsnummer: Für jedes Kulturdenkmal wird in Sachsen-Anhalt eine 20stellige Erfassungsnummer vergeben. Die letzten zwölf Ziffern werden für die Untergliederung nach Teilobjekten genutzt und werden nur angegeben, soweit vergeben. In dieser Spalte kann sich folgendes Icon  befinden, dies führt zu Angaben zu diesem Baudenkmal bei Wikidata.
- Ausweisungsart: Die Einordnung des Denkmales nach § 2 Abs. 2 DenkmSchG LSA
- Bild: Ein Bild des Denkmales, und gegebenenfalls einen Link zu weiteren Fotos des Kulturdenkmals im Medienarchiv Wikimedia Commons. Wenn man auf das Kamerasymbol klickt, können Fotos zu Kulturdenkmalen aus dieser Liste hochgeladen werden: